# Slammin’ Salmon – Butter bei die Fische!
Slammin’ Salmon – Butter bei die Fische! (Originaltitel: The Slammin’ Salmon; etwa Der sich unters gemeine Volk mischende Lachs) ist eine Filmkomödie der Comedy-Truppe Broken Lizard aus dem Jahr 2009.
Obwohl in den Broken-Lizard-Filmen die Regie üblicherweise von Jay Chandrasekhar geführt wurde, zeichnet bei The Slammin’ Salmon erstmals Kevin Heffernan verantwortlich; es ist sein Debüt als Regisseur. Der Film wurde Anfang 2008 innerhalb von 25 Tagen abgedreht und feierte seine Erstaufführung am 17. Januar 2009 beim Slamdance Film Festival in Utah. Der Film erschien am 11. Dezember 2009 in den US-amerikanischen Kinos.

## Handlung
In dem Film geht es um einen Restaurantbesitzer, der unter seiner Bedienung einen Wettbewerb initiiert, in dem derjenige unter seinen Kellnern, der innerhalb eines Abends am meisten Geld verdient, einen ausgelobten Preis von 10.000 Dollar gewinnen soll. Der Verlierer hingegen wird sich einem Boxkampf mit dem Besitzer Cleon Salmon (gespielt von Michael Clarke Duncan) stellen müssen.

## Kritiken
Joshua Tyler von CinemaBlend.com schrieb: “Easily the best work Broken Lizard has ever done.”
Erik Childress von eFilmCritic.com meinte zu der Komödie: “I couldn’t list ten pure comedies from 2008 that produced as many laughs as The Slammin’ Salmon and the way this year has started, it’s hard to think that wouldn’t hold true for 2009 either.”
Das Lexikon des internationalen Films schrieb: „Kurzweilige, aber allzu vorhersehbare Slapstick-Komödie.“

## Hintergrund
Der Film wurde von Broken Lizard Industries produziert.